# کالتان
شهر کالتان (به روسی: Калтан) در کشور روسیه و در اوبلاست کمروو واقع شده‌است.